# 8874 Showashinzan
8874 Showashinzan (1992 UY3) là một tiểu hành tinh vành đai chính được phát hiện ngày 16 tháng 10 năm 1992 bởi K. Endate và K. Watanabe ở Kitami.